# Ouse (Humber)
Ouse je rijeka u Engleskoj.

## Ime
Podrijetlo imena nije pouzdano poznato. Prvo zabilježeno ime je iz 780. Usa. Nagađa se da je britsko-keltskog podrijetla, od pretpostavljene riječi udso-, za koju se uzima da dolazi od indoeuropskog korijena wed- što znači "voda". Drugi autori preferiraju protokeltski korijen.
Navodi se mogućnost da je Ouse nekad bila nosila ime Ure, ali nema dokaza koji bi podupro tu tvrdnju. Teza je da ime dolazi od keltskog imena Ure, za koje se pretpostavlja da je Isurā od rimskog imena za Aldborough koje se vremenom razvilo u Isis i konačno u saski Ouse, što donekle objašnjava kako je mala pritoka Ouse Gill Beck prisvojila ime mnogo veće rijeke Ure.  No, oblik Ouse se malo mijenjao od 8. stoljeća.
Yorški okrug u prošlosti su naselili norveški i danski naseljenici, zbog čega su toponimi djelimice staronordijski. Etimološki rječnik "Etymologisk ordbog" koji se bavi danskim i norveškim jezikom navodi da je izvorno značenje os - ušće rijeke, staronordijski oss, stupnjevani oblik ouso.

## Tok
Tradicijski izvor Ouse je u selu Great Ouseburn, i označen je kamenim stupom na kojem je tekst "OUSE RIVER HEAD... OUSEGILL SPRING Ft. YORK 13miles BOROUGHBRIDGE 4miles". Mjesto je 35 metara od današnjeg toka malog potoka Ouse Gill Beck, ranijeg znanog kao Usekeld Beck, što znači "izvor Ouse" (iz staronordijskog kelda "izvor").
Za početak toka Ouse danas se uzima točka gdje Ouse Gill Beck utječe u rijeku Ure, 2,5 km jugoistočno od Great Ouserburna. Time Ouse nastaje sutokom tih dviju rijeka i na jedan je način prirodni nastavak rijeke Ure. Time bi Ure - Ouse bila duga 208 km i bila bi šesta po dužini u Ujedinjenom Kraljevstvu. Sutoka je kod Cuddy Shaw Reacha blizu Lintona na Ousi, 10 km nizvodno od ušća rijeke Swale u Ure. Dalje teče kroz grad York te gradiće Selby i Goole sve do spajanja s rijekom Trentom kod Trent Fallsa blizu sela Faxfleeta gdje tvore estuarij Humber.
Plovna je cijelim tokom. Pomorska plovila plove rijekom sve do Goolea, gdje je kopnena lukai pristup sve do kanaliziranih rijeka Airea i Caldera. Kod Selbyja je pristup Selbyjskom kanalu. Rijeka je plimna do Naburna. Rezultirajući plimni val mjesno je znan kao "the Aegir".
Vodi Ouse pridonose pritoke iz uzvisina u sjevernoj Engleskoj, podosta iz Yorkshire Dalesa i North York Moorsa. U pritoke spadaju Derwent, Aire, Don, Wharfe, Rother, Nidd, Swale, Ure i Foss.
Dolina rijeka Ouse je široka ravna ravnica. Snažne oborine u njenom slijevu pridonose ozbiljnim poplavama obližnjim naseljima. Posljednjih su godina poplavama teško bili pogođeni York, Selby, te sela između.